# De Walmolen
De Walmolen is een in 1851 gebouwde wal- en stellingmolen ter vervanging van de afgebrande standerdmolen en staat aan de IJsselkade 30 in Doetinchem. Er is 1 koppel maalstenen. De stenen zijn van kunststeen met een doorsnede van 130 cm.
Het gevlucht is 23 m en heeft gelaste, ijzeren roeden, die gestroomlijnd zijn met Van Busselneuzen en voorzien van remkleppen.
De kap van de molen is gedekt met riet en voorzien van een Engels kruiwerk, hetgeen een kruiwerk met ijzeren rails en rollen is. Het kruiwerk wordt bediend met een kruihaspel.
De bovenas is een uit 1879 stammende gietijzeren as van de firma Prins van Oranje. De as wordt gesmeerd met reuzel en de kammen (tanden) op de tandwielen met bijenwas. De vang, waarmee het wiekenkruis wordt afgeremd, is een met een wipstok bediende Vlaamse vang.
Het luiwerk voor het opluien (ophijsen) van de zakken graan en het afschieten (laten zakken) van het maalgoed is een sleepluiwerk.
In 1910 werden de kap, het gevlucht en de stelling gesloopt, maar in 1965 werd de molen gerestaureerd met onderdelen uit de molen De Hoop in Lienden. Bij de restauratie in 1965 werden de roeden gestroomlijnd met Van Busselneuzen. In 1986 zijn er nieuwe roeden gestoken en in 1992 zijn nog enkele reparaties uitgevoerd.
De voorafgaande houten standerdmolen deed dienst als runmolen. De stenen molen werd gebruikt tot 1908, toen de komst van stoomkracht het gebruik van windkracht overbodig maakte. In de jaren 50 was er een besluit van het gemeentebestuur de molen te slopen maar door protest van enkele burgers, die in hoger beroep gingen en een actiegroep oprichtten werd de molen ternauwernood gered. Na de restauraties aan het einde van de 20e eeuw werd de molen jarenlang gebruikt als onderkomen voor de VVV.

## Overbrengingen
- De overbrengingsverhouding is 1 : 6,2.
- Het bovenwiel heeft 55 kammen en het bovenrondsel heeft 27 staven. De koningsspil draait hierdoor 2,04 keer sneller dan de bovenas. De steek, de afstand tussen de staven, is 13 cm.
- Het spoorwiel heeft 73 kammen en het steenrondsel 24 staven. Het steenrondsel draait hierdoor 3,04 keer sneller dan de koningsspil en 6,2 keer sneller dan de bovenas. De steek is 10 cm.

### Eigenaren
- 1851 - 1862: H. van Eyck
- 1862 - 1886: J.A. Becking
- 1886 - 1891: H. Roelofs
- 1891 - 1899: A.H. Becking
- 1899 - heden: Gemeente Doetinchem